# Bob-Europameisterschaft 2011
Die Bob-Europameisterschaft 2011 wurde vom 21. Januar bis zum 23. Januar 2011 auf der Bobbahn in Winterberg ausgetragen.

## Zweierbob Männer
Datum: 22. Januar 2011
| Platz | Bob                                                   | Lauf 1 Platz | Lauf 2 Platz | Gesamtzeit Rückstand |
| ----- | ----------------------------------------------------- | ------------ | ------------ | -------------------- |
| 1     | Russland - Bob RUS 1 Alexander Subkow Alexej Wojewoda | 56.20 2      | 56.01 1      | 1:52.21 ±0.00        |
| 2     | Deutschland - Bob GER 3 Thomas Florschütz Kevin Kuske | 56.16 1      | 56.19 4      | 1:52.35 +0.14        |
| 3     | Deutschland - Bob GER 2 Karl Angerer Alexander Mann   | 56.37 3      | 56.07 3      | 1:52.44 +0.23        |
| 4     | Schweiz - Bob SUI 2 Beat Hefti Thomas Lamparter       | 56.49 5      | 56.06 2      | 1:52.55 +0.34        |
| 5     | Deutschland - Bob GER 1 Manuel Machata Andreas Bredau | 56.40 4      | 56.24 6      | 1:52.64 +0.43        |
| 6     | Schweiz - Bob SUI 1 Gregor Baumann Alexander Baumann  | 56.56 8      | 56.26 7      | 1:52.82 +0.61        |

## Viererbob Männer
Datum: 23. Januar 2011
| Platz | Bob                                                                                     | Lauf 1 Platz | Lauf 2 Platz | Gesamtzeit Rückstand |
| ----- | --------------------------------------------------------------------------------------- | ------------ | ------------ | -------------------- |
| 1     | Deutschland - Bob GER 1 Manuel Machata Richard Adjei Andreas Bredau Florian Becke       | 55.29 3      | 54.86 1      | 1:50.15 ±0.00        |
| 2     | Deutschland - Bob GER 3 Thomas Florschütz Kevin Kuske Ronny Listner Andreas Barucha     | 55.10 1      | 55.18 5      | 1:50.28 +0.13        |
| 2     | Russland - Bob RUS 1 Alexander Subkow Filipp Jegorow Dmitri Trunenkow Nikolai Chrenkow  | 55.27 2      | 55.01 2      | 1:50.28 +0.13        |
| 4     | Russland - Bob RUS 2 Alexander Kasjanow Andrei Jurkow Dmitri Stjopuschkin Maxim Belugin | 55.31 4      | 55.11 3      | 1:50.42 +0.27        |
| 5     | Lettland - Bob LAT 1 Edgars Maskalāns Daumants Dreiškens Raivis Broks Intars Dambis     | 55.32 5      | 55.27 8      | 1:50.59 +0.44        |
| 6     | Deutschland - Bob GER 2 Karl Angerer Christian Friedrich Alexander Mann Thomas Blaschek | 55.53 10     | 55.12 4      | 1:50.65 +0.50        |

## Zweierbob Frauen
Datum: 21. Januar 2011
| Platz | Bob                                                           | Lauf 1 Platz | Lauf 2 Platz | Gesamtzeit Rückstand |
| ----- | ------------------------------------------------------------- | ------------ | ------------ | -------------------- |
| 1     | Deutschland - Bob GER 1 Sandra Kiriasis Berit Wiacker         | 57.66 1      | 57.40 1      | 1:55.06 ±0.00        |
| 2     | Deutschland - Bob GER 3 Anja Schneiderheinze Christin Senkel  | 57.92 3      | 57.63 2      | 1:55.55 +0.49        |
| 3     | Niederlande - Bob NED 1 Esmé Kamphuis Judith Vis              | 57.88 2      | 57.90 5      | 1:55.78 +0.72        |
| 4     | Deutschland - Bob GER 2 Cathleen Martini Romy Logsch          | 57.99 4      | 57.82 3      | 1:55.81 +0.75        |
| 5     | Schweiz - Bob SUI 2 Sabina Hafner Ljudmila Udobkina           | 58.03 5      | 57.87 4      | 1:55.90 +0.84        |
| 6     | Österreich - Bob AUT 1 Christina Hengster Anna Feichtner      | 58.30 7      | 58.17 6      | 1:56.47 +1.41        |
| 7     | Russland - Bob RUS 2 Olga Fjodorowa Julija Timofejewa         | 58.43 8      | 58.18 7      | 1:56.61 +1.55        |
| 8     | Russland - Bob RUS 1 Anastassija Skulkina Margarita Ismailowa | 58.43 9      | 58.20 8      | 1:56.63 +1.57        |
| 9     | Schweiz - Bob SUI 1 Fabienne Meyer Hanne Schenk               | 58.11 6      | 58.57 9      | 1:56.68 +1.62        |
| 10    | Belgien - Bob BEL 1 Elfje Willemsen Anouska Hellebuyck        | 58.96 10     | 58.57 9      | 1:57.53 +2.47        |
| 11    | Schweiz - Bob SUI 3 Tamaris Allemann Michelle Huwiler         | 59.07 11     | 58.79 11     | 1:57.86 +2.80        |
| 12    | Rumänien - Bob ROU 1 Carmen Radenovic-Tronescu Alina Savin    | 59.24 12     | 59.04 12     | 1:58.28 +3.22        |
| 13    | Rumänien - Bob ROU 2 Eugenia Oana Diaconu Maria Dragan        | 1:00.15 13   | 1:00.01 13   | 2:00.16 +5.10        |

## Medaillenspiegel
| Platz | Nation      | Gold | Silber | Bronze |
| ----- | ----------- | ---- | ------ | ------ |
| 1     | Deutschland | 2    | 3      | 1      |
| 2     | Russland    | 1    | 1      | 0      |
| 3     | Niederlande | 0    | 0      | 1      |